# Levantamiento de Villa Martelli de 1988
El levantamiento de Villa Martelli de 1988, llamado Operación Virgen del Valle, fue la sublevación de un grupo de soldados del Ejército Argentino y la Prefectura Naval comandado por el coronel Mohamed Alí Seineldín el 1 de diciembre de 1988. Fue el tercero de los levantamientos "carapintadas" durante la presidencia de Raúl Alfonsín y el primero comandado por Seineldín. Después de negociaciones con el jefe del Estado Mayor General del Ejército, teniente general José Segundo Dante Caridi, el jefe rebelde puso fin al alzamiento.

## Antecedentes
La Argentina había recuperado la democracia en 1983 luego de siete años de dictadura. En este contexto, el teniente coronel del Ejército Aldo Rico había realizado un primer levantamiento en 1987 (conocido como «Semana Santa») y otro en enero de 1988, por lo que el país sufría la inestabilidad propia de estos acontecimientos.

## El levantamiento
El 2 de diciembre de 1988 una fuerza militar tomó el cuartel de Villa Martelli y se sublevó. Seguidamente el coronel Seineldín entabló una negociación con el jefe del Estado Mayor General del Ejército, teniente general José Caridi y el jefe de la represión, general de división Isidro Cáceres. El 4 de diciembre los militares lograron un acuerdo; Seineldín asumió toda la responsabilidad por lo ocurrido y quedó en prisión. En este acontecimiento hubo un total de tres muertos y, como consecuencia del mismo, Caridi fue pasado a retiro.

## Posterioridad
El 3 de diciembre de 1990 Seineldín realizó el último alzamiento en la ciudad de Buenos Aires, que fue reprimido duramente.